# Chevelle
Chevelle (с англ. — «Шевелл») — американская рок-группа, основанная в Грейслейке, штат Иллинойс, в 1995 году. Изначально в состав группы входили два брата, Пит Лоффлер (вокал и гитара) и Сэм Лоффлер (ударные и перкуссия), а также Мэтт Скотт (бас-гитара и бэк-вокал). В 1996 году Скотта заменил брат Сэма и Пита, Джо Лоффлер. Когда Джо покинул группу в 2005 году, Джено Ленардо заменил его в качестве гастролирующего басиста, пока его не заменил шурин Пита и Сэма, Дин Бернардини. Бернардини покинул группу в 2019 году, а в 2021 году к группе присоединился Кембл Уолтерс в качестве гастролирующего басиста.
Первый студийный альбом группы, Point #1 (1999 г.), был выпущен на небольшом звукозаписывающем лейбле Squint Entertainment. Второй альбом Chevelle, Wonder What's Next (2002 г.), стал дважды платиновым по версии RIAA после того, как дебютировал на 14-м месте в чарте Billboard 200 в США. Третий альбом группы This Type of Thinking (Could Do Us In) (2004 г.) дебютировал на 8-м месте и стал платиновым. С тех пор Chevelle выпустили ещё шесть альбомов: Vena Sera (2007 г.), Sci-Fi Crimes (2009 г.), Hats Off to the Bull (2011 г.), La Gárgola (2014 г.), The North Corridor (2016 г.) и NIRATIAS (2021 г.). Среди других релизов Chevelle — два концертных альбома, два DVD и два сборника. По состоянию на 2022 год группа продала более 6 миллионов пластинок.

## История
4 мая 1999 года на христианском лейбле Squint Entertainment выходит дебютный студийный альбом группы Point #1, спродюсированный Стивом Альбини. По итогам церемонии GMA Dove Award в 2001 Chevelle были удостоены «голубя» за песню «Point #1» в категории «Лучшая тяжёлая христианская песня».
8 октября 2002 года на Epic Records выходит второй альбом Wonder What’s Next. Продюсер — Гэрт Ричардсон (англ.  Garth Richardson). Песня «The Red» попала в пятёрку лучших песен в чарте Billboard. Через два месяца альбом стал дважды платиновым, то есть разошёлся на территории США тиражом в 1 млн копий. Группу официально пригласили выступать на главной сцене Ozzfest. Запись этого выступления легла в основу их первого «живого» альбом Live From The Road, выпущенного 11 ноября 2003 года.
Песня «Until You’re Reformed» Chevelle вошла в саундтрек к кинофильму «Сорвиголова» (трек записан на лейбле Wind-up Records).
В 2003 году Chevelle провели тур вместе с Filter, Foo Fighters и Pulse Ultra.
В 2003 году отходит от дел менеджер группы Дэн Цирелли, так как выбирает для себя более спокойную жизнь, и уезжает в родной Сан-Франциско. Оззи Осборн снова официально пригласил Chevelle на Ozzfest, где они и выступили 29 июля 2004.
По итогам 2003 года альбом Wonder What’s Next занял 3 позицию в десятке самых продаваемых христианских альбомов года, обогнав Third Day и Switchfoot. В том же году группа Chevelle открыла свою собственную студию.
21 сентября 2004 вышел третий студийный альбом This Type of Thinking (Could Do Us In), посвящённый наболевшей теме «Нет наркотикам!». В первую неделю продаж альбом занял 8-е место в чарте Billboard. С июля 2004 ротация нового сингла «Vitamin R (Leading Us Along)» началась повсюду. Трек «Still Running» с нового альбома попадает в саундтрек к кинофильму «Каратель». Это уже второй фильм по комиксам, в который попали Chevelle. После выхода альбома группа отправилась в тур с Korn и A Perfect Circle.
В июле 2005 года Джо Лоффлер покинул группу, и на его место пришёл Дин Бернардини.
3 апреля 2007 года выходит четвёртый студийный альбом Vena Sera (от лат. vena sera — венозная жидкость, кровь), который дебютировал на 12 строчке в чарте Billboard 200 и разошёлся тиражом 62 тыс. копий в первую неделю продаж.
В 2009 году группа вместе с продюсером Брайеном Вирту (англ.  Brian Virtue) начала работу в студии над новым альбомом. 9 апреля 2009 года на концерте в Атланте Chevelle сыграли две новые песни из нового альбома: «Letter from a Thief» и «Sleep Apnea». 31 августа 2009 года альбом Sci-Fi Crimes дебютировал на 6 строчке в чарте Billboard 200 с продажами 46 тыс. копий. Тур в поддержку альбома Sci-Fi Crimes стартовал осенью 2009 года.
В январе 2011 года в честь десятилетия существования группы Chevelle выпустили концертный DVD Any Last Words, записанный в концертном зале «Метро» в Чикаго 29 и 30 октября 2010 года .

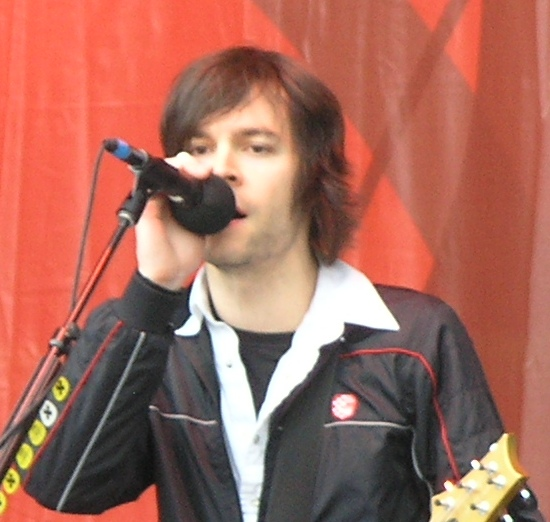
Пит Лофлер (2007)

1 апреля 2014 года вышел седьмой альбом La Gárgola, а 8 июля 2016 года восьмой — The North Corridor.
5 марта 2021 года состоялся релиз девятого альбома NIRATIAS (акроним от «Nothing Is Real And This Is A Simulation» — рус. «Всё нереально, и это лишь симуляция»). Критики отмечали, что группа начала отходить от привычного звучания, но очень маленькими шагами. В интервью с «Loudwire» Пит Лофлер заявил, что несмотря на то, что музыканты продали свыше шести миллионов копий альбомов, это не принесло им никаких денег, так как все средства ушли их лейблу.

## Дискография
Студийные альбомы
- Point #1 (1999 г.)
- Wonder What's Next (2002 г.)
- This Type of Thinking (Could Do Us In) (2004 г.)
- Vena Sera (2007 г.)
- Sci-Fi Crimes (2009 г.)
- Hats Off to the Bull (2011 г.)
- La Gárgola (2014 г.)
- The North Corridor  (2016 г.)
- NIRATIAS (2021 г.)

## Участники группы
| Текущий состав - Пит Лофлер — вокал, гитара, бас-гитара (1995–наст. время) - Сэм Лофлер — ударные (1995–наст. время) Текущий концертный состав - Кембл Уолтерс — бас-гитара (2021–наст. время) | Бывшие участники - Мэтт Скотт — бас-гитара, бэк-вокал (1995-1996) - Джо Лофлер — бас-гитара, бэк-вокал (1996-2005) - Дин Бернардини — бас-гитара, бэк-вокал (2005-2019) Бывшие концертные участники - Джино Ленардо — бас-гитара (2005) |